# Marià Manent i Cisa
Marià Manent i Cisa (Barcelona, 29 de novembre de 1898 – Barcelona, 24 de novembre de 1988) va ser un poeta, prosista, crític literari, memorialista, traductor i activista cultural, i un home clau de la cultura literària catalana del segle xx.

## Biografia
Fill de Marià Manent i Pla i de Maria Cisa i Quer, naturals de Premià de Dalt. De formació noucentista, va evolucionar posteriorment cap al simbolisme i la poesia pura. Amb la seva obra en prosa, tant la creativa (aplegada al primer volum de l'obra completa: Dietaris, 2000) com la crítica i l'assagística, mirava de complementar la seva activitat poètica.
La seva és una biografia sense estridències (el 1971, al pròleg d'El vel de Maia, es qualifica com un poeta urbà i petitburgès): estudis de comerç, un càrrec en una entitat d'estalvis que abandona passats deu anys per desavinences amb la direcció i, a partir d'aquí, diverses feines relacionades sempre amb el món editorial (entre les quals la fundació de la impremta Atenas que no reeixí) fins que als anys quaranta —després de passar la Guerra Civil refugiat amb la seva família en un mas del Montseny, període reflectit a El vel de Maia— entra a l'Editorial Juventud, de la qual acabarà esdevenint director literari. Però tot al llarg d'aquest temps el trobem a diverses iniciatives literàries del país: el 1920 funda els Amics de la Poesia amb Jaume Bofill i Ferro, Josep Carner, Francesc Sitjà i Pineda, Carles Soldevila i Ramon Sunyer, anys més tard crea i dirigeix la Revista de Poesia (1925–1927), dirigeix amb J.V. Foix, Tomàs Garcés, Carles Riba i Joan Teixidor els Quaderns de Poesia (1935–1936), representa internacionalment diverses vegades als anys trenta el PEN Català i, ja en la postguerra, serà un dels protagonistes dels congressos de Segovia amb escriptors castellans (1952 i 1953) i participarà, el 1962, a la trobada del Moviment Europeu que el règim franquista batejà com el «Contubernio de Munich». L'any 1985 va rebre el Premi d'Honor de les Lletres Catalanes.
Com a traductor, és el responsable de la incorporació al català de poetes com William Butler Yeats, Percy Shelley, Dylan Thomas, William Blake, Emily Dickinson, Samuel Taylor Coleridge, a més de poesia xinesa i japonesa. Manent donà a conèixer T. S. Eliot per mitjà de la versió poètica del poema «El viatge dels Reis d'Orient», que publicà el 1932 a La Publicitat. També va col·laborar com a ressenyador amb els diaris Avui, El Correo Catalán i La Vanguardia.

## Patrimoni literari
Marià Manent retrata en els seus dietaris sobretot dos paisatges: el de l'Aleixar, del Camp de Tarragona i el del Montseny. La seva prosa sobre l'Aleixar va ser un estímul perquè Fina Anglès fes un dels itineraris culturals més interessants del Camp de Tarragona escrivint el llibre Un passeig pels sentits, de la natura a l'art. Aquest itinerari va més enllà de l'obra de Manent i la relaciona amb la pintura de Joaquim Mir.
Els dietaris de Marià Manent són considerats una de les grans creacions en prosa de la literatura contemporània. L'obra completa hi dedica un volum on són aplegats cronològicament i corresponen a tres èpoques de la vida de l'escriptor: els anys de la joventut entre Premià de Dalt i Barcelona (1918–1933), els anys de la Guerra Civil i els anys de la maduresa i vellesa (1940–1981) entre l'Aleixar i Barcelona. Afortunadament l'Ajuntament de l'Aleixar ha donat continuïtat al projecte de Fina Anglès i des de la seva web organitzada visites guiades fent un itinerari que visita els llocs més destacats de les dues poblacions.

### Recorregut de l'itinerari
Situat el grup en el punt d'inici es fa una presentació del paisatge. A continuació, el grup s'adreça en cotxe a l'Aleixar on comença el passeig caminant. En l'espai Mir-Manent, situat a la plaça de la Vila, es fa la presentació dels autors: Joaquim Mir i Marià Manent i, breument, del patrimoni cultural del municipi. Tot seguit, s'inicia la ruta que surt del cor del poble i, a manera d'espiral, es va eixamplant fins que arriba al defora, a l'ermita de Sant Blai i retorna a l'Aleixar. El passeig transcorre per carrers i places del nucli urbà, breument per carretera, camins enmig de conreus, travessa la riera i, novament, el poble. L'itinerari et porta per vint punts i passa pels porxos de la Plaça de la Vila, el camí dels Masos o darrere el Fossar, el Portal, el carrer de l'Aigua, el carrer del Forn, l'església parroquial de Sant Martí bisbe, el camí de Sant Antoni, el camí d'Alforja, el pont Vell, l'ermita de Sant Blai, el camí fondo de Sant Blai, els Saltadors, la Font Vella i, novament, el Portal, a la vila. En acabar, amb cotxe ens desplacem a Maspujols on, també passejant, veiem el conjunt del poble amb el magnífic campanar al mig des de diverses perspectives. L'itinerari ens porta al pont sobre la Riera de Maspujols, a tocar el bosc del Gra de Sal, a prop del torrent de l'Olla, al carrer de Baix, al carrer de Sant Antoni, al carrer Higini Anglès, al camí dels Parrots i retorna, per acabar, al punt d'aparcament: la moderna avinguda del Poliesportiu. I, en aquest punt, es dona per acabat el passeig.

## Obra

### Poesia
- 1918 La branca
- 1920 La collita en la boira
- 1923 Poesia
- 1931 L'ombra i altres poemes
- 1956 Obra poètica
- 1961 La ciutat del temps

### Prosa
- 1934 Notes sobre literatura estrangera
- 1948 Montseny. Zodíac d'un paisatge
- 1968 A flor d'oblit
- 1973 Poesia, llenguatge, forma: dotze poetes catalans i altres notes crítiques
- 1975 El vel de Maia. Dietari de la Guerra civil (1936–1939)
- 1981 Notícies d'art
- 1982 L'aroma d'arç, dietari dispers (1919–1981)
- 1982 Llibres d'ara i antany
- 1987 Rellegint
- 1992 Notes de dietari, 1937–1939
- 1994 Vuit cartes a Palau i Fabre
- 1995 Dietari dispers (1918–1984)
- 1999 Crítica, personatges, confidències. Articles inèdits i dispersos

### En castellà
- 1962 Cómo nace el poema y otros ensayos y notas
- 1971 Palabra y poesía y otras notas críticas

### Traduccions de poesia al català
- 1919 John Keats, Sonets i Odes (Publicacions de La Revista)
- 1928 L'aire daurat. Interpretacions de poesia xinesa (Imp. Atenas). Reeditat el 1946 (Estel), 1986 (Proa) i 2020 (Adesiara)[10]
- 1931 Rupert Brooke, Poemes (Publicacions de La Revista)
- 1938 Versions de l'anglès (Edicions de la Residència d'Estudiants)
- 1955 Poesia anglesa i nord-americana (Alpha)
- 1967 Com un núvol lleuger. Més interpretacions de lírica xinesa. Reeditat el 1985 (Proa) i 2020 (Adesiara)
- 1974 Poemes de Dylan Thomas (Edicions 62, Els Llibres de l'Escorpí)
- 1976 Llibres profètics de William Blake (Edicions 62, Els Llibres de l'Escorpí)
- 1979 Poemes d'Emily Dickinson (Edicions 62, Els Llibres de l'Escorpí)
- 1981 Poemes d'Archibald Mac Leish (Edicions 62, Els Llibres de l'Escorpí)
- 1982 S.T. Coleridge, Poema del vell mariner (Llibres del Mall)
- 1983 El gran vent i les heures. Versions de l'anglès (Laertes)
- 1985 Poemes de John Keats (Empúries)
- 1986 Wang Wei, Vell país natal (Empúries). Amb Dolors Folch

### Traduccions de poesia al castellà
- 1942 El color de la vida. Interpretaciones de poesía china (María Montserrat Borrat editora)
- 1945 La poesía inglesa. Románticos y victorianos (Lauro)
- 1947 La poesía inglesa. De los primitivos a los neoclásicos (Lauro)
- 1948 La poesía inglesa. Los contemporáneos (Lauro)
- 1951 Kathleen Raine, Poemas (Rialp)
- 1952 La poesía irlandesa (José Janés editor). Reedició: Plaza y Janés, 1977
- 1957 Poemas de Emily Dickinson (Juventud)
- 1958 La poesía inglesa (José Janés editor)
- 1959 Boris Pasternak, Poemas (Juventud)
- 1973 Emily Dickinson, Poemas (Visor)
- 1982 Poesía inglesa de los siglos XVI y XVII (Shakespeare, Milton, Donne y otros) (Orbis/Origen)
- 1982 Poesía romántica inglesa (Blake, Wordsworth, Taylor y otros) (Orbis/Origen). Amb Juan G. de Luaces
- 1999 Poesía catalana contemporánea. Una antología de 1950 (Pre-Textos)

### Traduccions en prosa (selecció)
- 1920, 1935 Rudyard Kipling, El llibre de la jungla (Editorial Catalana, Llibreria Catalònia)
- 1923, 1935 Rudyard Kipling, El llibre de la jungla. Segon volum (Editorial Catalana, Llibreria Catalònia)
- 1925 G.K. Chesterton, San Francisco de Asís (Políglota). Reedició: Juventud, 1944
- 1927 G.K. Chesterton, L'home perdurable (Llibreria Catalònia)
- 1933 Rondalles de Hans Andersen (Joventut). En col·laboració amb Josep Carner. Reedició: Juventud, 1976
- 1934 Arthur Rackham, El llibre de les fades (Juventud)
- 1935 J.M. Barrie, Peter Pan i Wendy (Juventud)
- 1938 Walter Pater, El Renaixement. Estudis d'art i poesia (Institució de les Lletres Catalanes)
- 1943 Lewis Carroll, En el mundo del espejo (Juventud)
- 1943 Rudyard Kipling, Precisamente así (Juventud)
- 1945 Kenneth Grahame, El viento en los sauces (Juventud)
- 1969 Arthur Waley, Vida y poesía de Li Po (Seix Barral)
- 1978 Randall Jarrell, Vol de nit (Antoni Bosch editor)

### Obres presentades als Jocs Florals de Barcelona
- 1916 Dels camins
- 1916 La Catedral de Catalunya
- 1917 Diàleg autumnal, 2n accèssit a la Flor Natural
- 1917 Elogi d'un camp llaurat, accèssit del premi B del Mantenidors
- 1917 La mirada de Jesús
- 1917 Goigs a Nostra Dona de Queralt

## Premis
- 1968 Premi Lletra d'Or per Com un núvol lleuger
- 1968 Premi Crítica Serra d'Or de poesia per Com un núvol lleuger
- 1968 Premi Crítica Serra d'Or de prosa de no-ficció per A flor d'oblit
- 1974 Josep Pla per El vel de Maia
- 1974 Premi Crítica Serra d'Or d'assaig per Poesia, llenguatge, forma
- 1976 Premi Crítica Serra d'Or de biografies i memòries per El vel de Maia
- 1980 Premi Crítica Serra d'Or de traducció poètica per Poemes d'Emily Dickinson
- 1982 Premi Crítica Serra d'Or de traducció poètica per Poemes d'Archibald MacLeish
- 1983 Premi Crítica Serra d'Or de dietari per L'aroma d'arç, dietari dispers (1919–1981)
- 1985 Premi d'Honor de les Lletres Catalanes
- 1987 Premi Crítica Serra d'Or de traducció poètica per Vell país natal de Wang Wei
- 1987 Premi Cavall Verd per Vell país natal de Wang Wei